# Histoire de l'Illinois
L'histoire de l'Illinois se reflète au travers plusieurs grandes périodes historiques, à savoir la période précolombienne, celle de l'exploration et de la colonisation européenne, son développement en tant que partie de la frontière américaine et enfin sa croissance pour devenir l'un des États les plus peuplés et économiquement puissants des États-Unis.

## L'époque des amérindiens

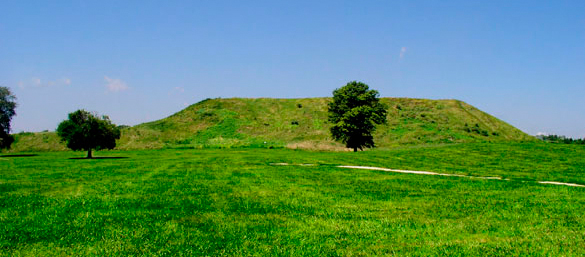
Monk's Mound 30.5 mètres de haut et couvre 64749.702 m2

L'une des plus grandes cités amérindiennes d'Amérique du Nord, emblématique de l'époque de la culture mississippienne (800-1400), période où il couvrait 1 600 hectares et comptait 120 tumulus et temples, était située au Sud-Ouest de l'État de l'Illinois, proche de la ville de Saint-Louis dans l'État voisin du Missouri.
Cahokia comptait au XIIe siècle quelque 15 000 à 30 000 habitants. Plus globalement, le site des Cahokia Mounds, notamment le tumulus des Moines, à environ 13 km au nord de Saint-Louis, représente le plus grand foyer de peuplement précolombien au nord du Mexique. Classé au patrimoine mondial de l'humanité depuis 1982, il a été occupé pendant la culture mississippienne (800-1400). Les Amérindiens se rassemblent en villages, vivent dans des centaines de maisons en bois, surmontées de toit en chaume, se nourrissent des produits du jardinage, pratiquent le cabotage sur les cours d'eau. Ils se nourrissent de graines de phalaris roseau puis de maïs, l'Indian Corn, à partir du IXe siècle, époque où voit le jour le grenier à maïs qui exige une relative centralisation.

## Le temps de pionniers

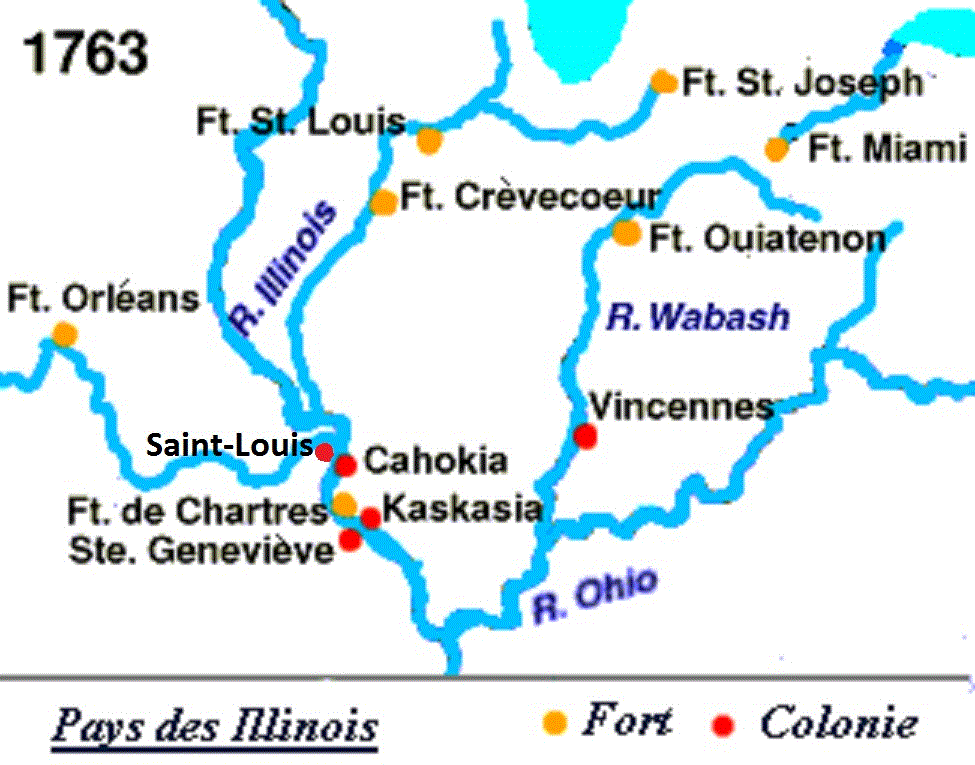
Les forts du Pays des Illinois à l'époque de la Nouvelle-France.

Cahokia fut abandonnée avant l'arrivée des Européens en Amérique, probablement à cause d'inondations catastrophiques au XIIIe siècle, provoquées par la destruction des forêts environnantes, venant s'ajouter à une guerre civile.
Après un bref passage des explorateurs Jolliet et Marquette en 1673, qui dépeignent une terre d'abondance, la présence française s'y limite pendant plusieurs décennies à l'activité des missionnaires et des coureurs de bois franco-canadiens, qui s'installent parmi les indiens. Fort Crèvecœur est fondé par les compagnons de René Robert Cavelier de la Salle et de Henri de Tonti en 1679, au bord de la rivière Illinois, comme base pour explorer la région du Pays des Illinois. Le 5 janvier 1680, la messe fut célébrée par les Récollets, Gabriel Ribourde, Zénobie Membre et Louis Hennepin. Le séminaire des Missions étrangères s'installe à Cahokia en 1699, la mission de la Sainte-Famille et les jésuites fondent une mission à Kaskaskia en 1703, également dans l'État de l'Illinois.

## L'avènement de la Compagnie d'Occident

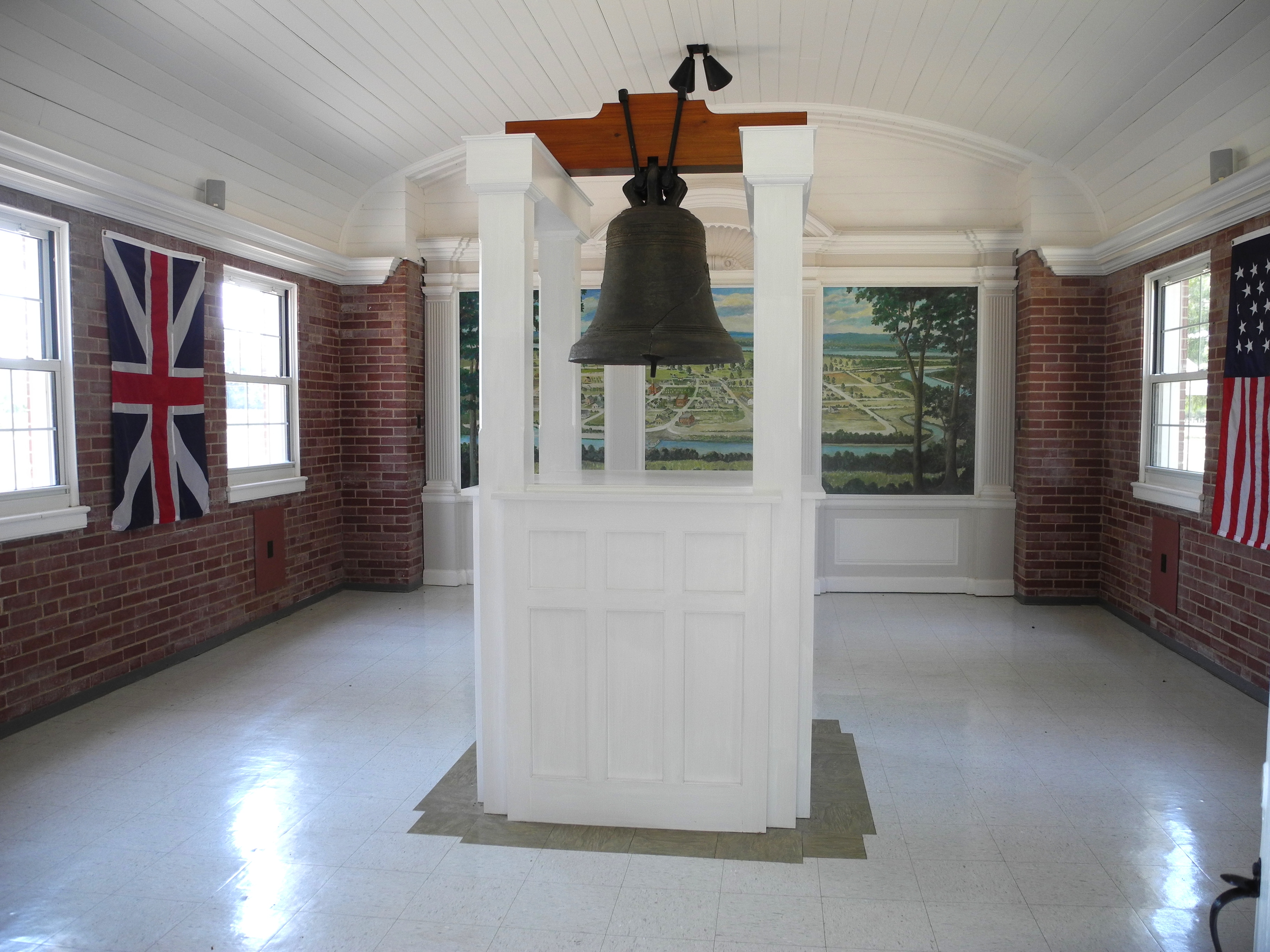
La cloche donnée par Louis XV à Kaskaskia.

Entre 1717 et 1720, au moment de la Compagnie d'Occident de John Law, l'espoir de trouver des mines d'or et d'argent déclenche l'engouement pour cette région. Le fort de Chartres est fondé en 1719, proche de Kaskaskia mais sur un site inondable, et dans les mois d'après naissent deux autres villages, Prairie du Rocher et Saint-Philippe (Illinois). Kaskaskia devient Fort Kaskaskia dans les années 1730. Un dernier établissement, Sainte-Geneviève, est créé autour de 1750.
Des tensions naissent rapidement, quand les Français, souvent mariés à des Illinoises, achètent des parcelles dans des prairies réservées à ce peuple. Venus à Paris en 1725, le chef  Chicagou demanda à Louis XV et à la Compagnie des Indes, qui a succédé à la Compagnie d'Occident, qu'on n'aliène pas les terres. Par ses envois de farine et de lard, le Pays des Illinois, où les colons, aidés d'esclaves noirs, cultivent le froment et l'Indian Corn, assure la subsistance des garnisons et des habitants de la basse vallée du Mississippi. Chaque année un convoi venait des forts du Mississippi et du Mobile, constitué de trois ou quatre bateaux pontés d'environ seize tonneaux.

## L'ère des États-Unis et la création de l'État en 1818

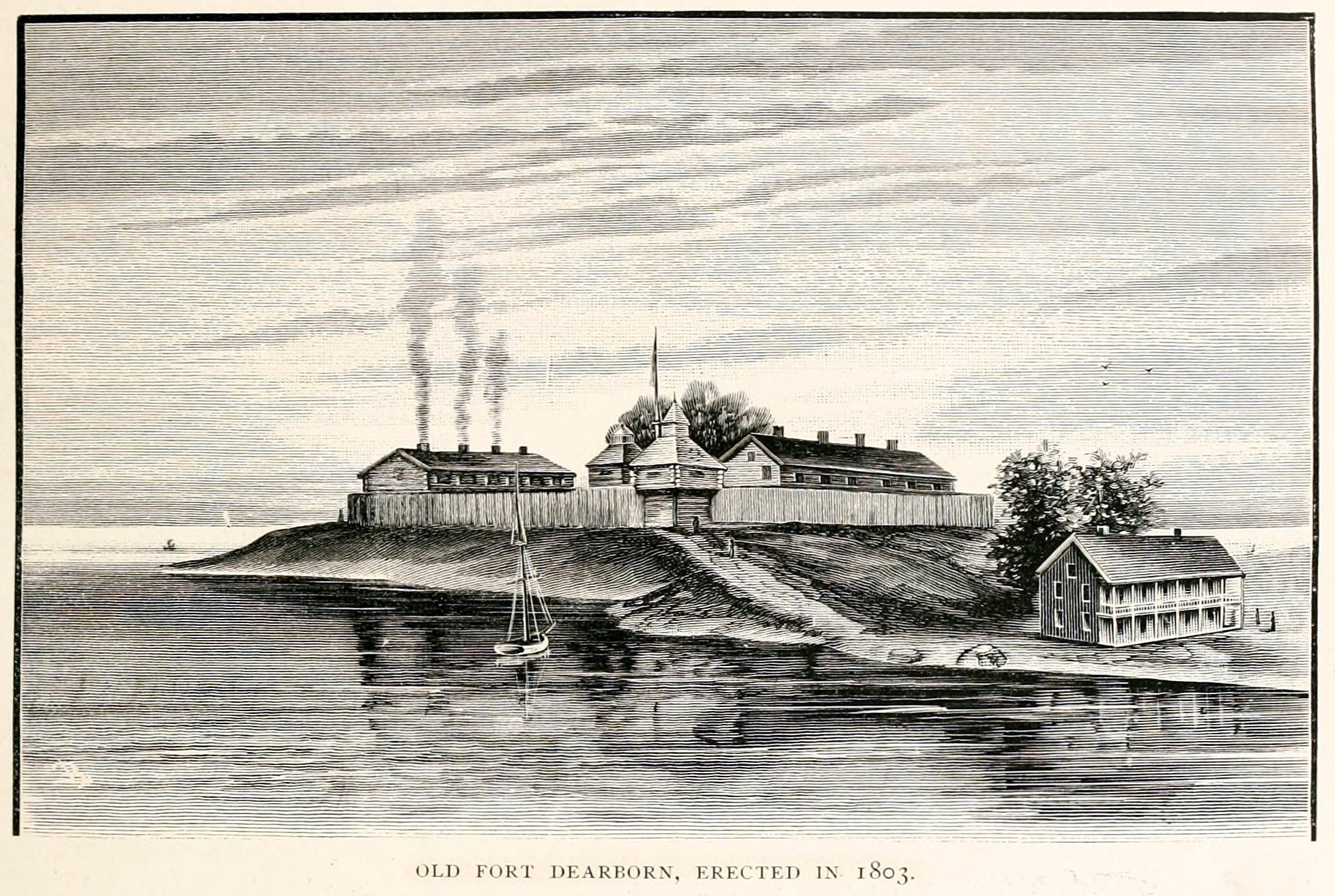
Fort Dearborn en 1803.

Après la guerre d'Indépendance américaine, le gouvernement des États-Unis se tourne vers l'Ouest et choisit Chicago, en raison de sa façade sur le lac Michigan, pour développer la région. Fort Dearborn, sur la rive sud de la rivière Chicago, voit le jour en 1803 après l'achat de la Louisiane. Rapidement peuplé grâce à ses excellentes voies de communication, l'Illinois devient le 21e état de l'Union dès 1818. En 1819, Vandalia en devient la capitale et érige successivement trois grands bâtiments pour en faire le capitole, jusqu'à ce que les 4e et 5èmes soient bâtis après 1837 à Springfield, nouveau lieu de la capitale, dans le comté de Sangamon, à l'instigation d'un parlementaire de l'État qui sera élu 23 ans plus tard président des États-Unis, Abraham Lincoln.

## La ville mormone et icare de Nauvoo

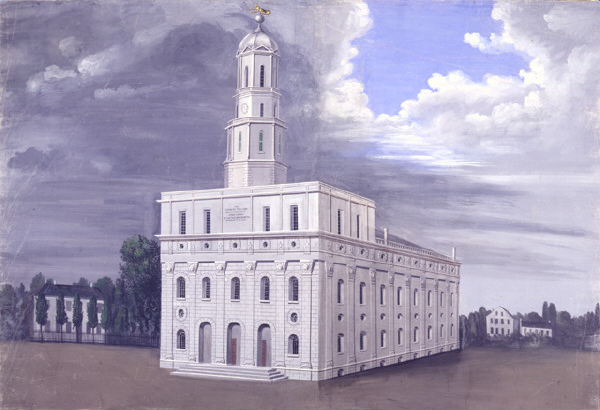
Temple mormon de Nauvoo, XIXe siècle.

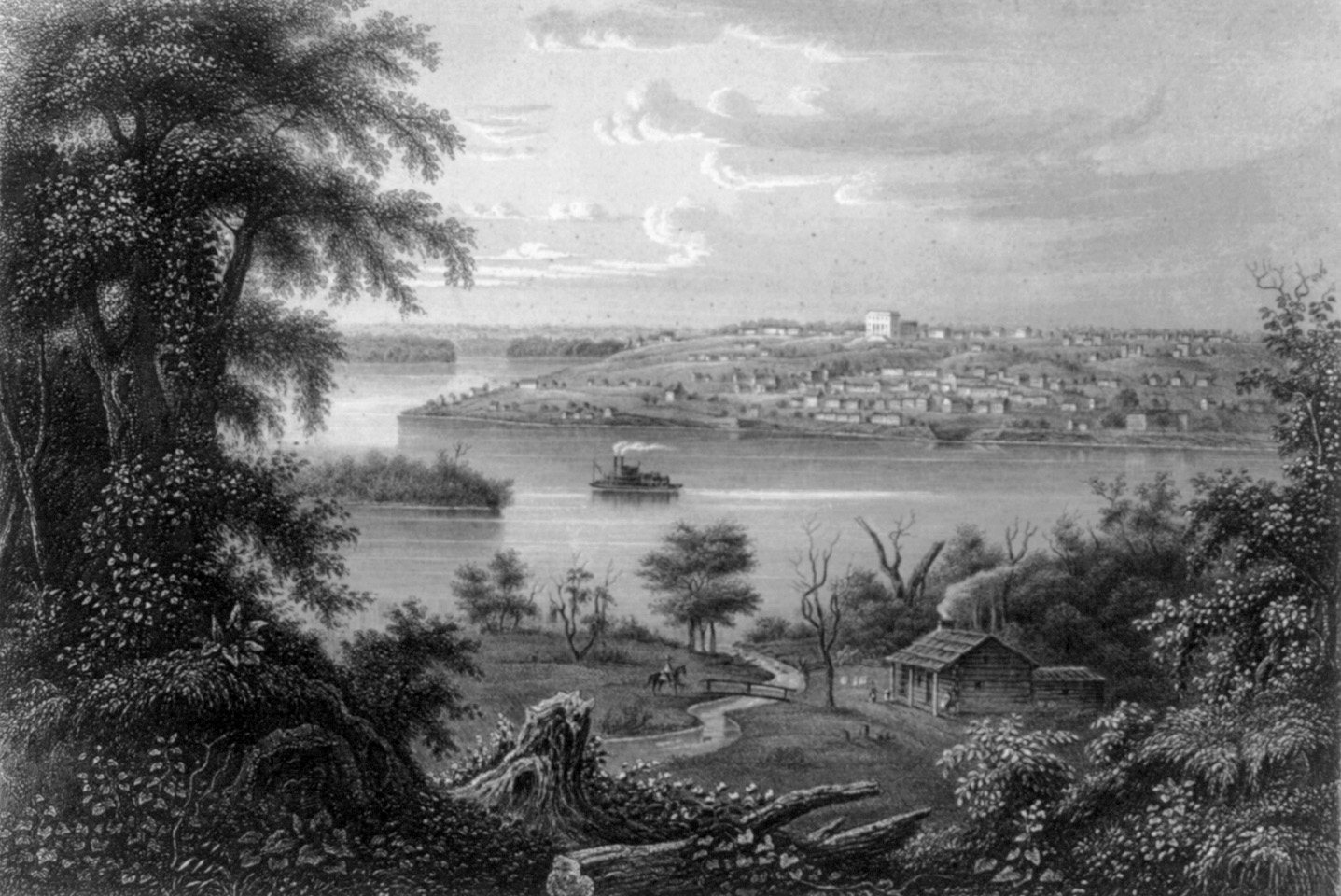
Gravure de Nauvoo, en 1855.

En 1844, la ville de Nauvoo (Illinois), dans le comté de Hancock sur le Mississippi, aux confins de l'Iowa, avait une population de 12 000 habitants, rivalisant en taille avec celle de Chicago. Fondée en 1827, Nauvoo (Illinois) eut un bureau de poste dès 1832 et s'est d'abord appelée "Vénus". La ville fut rachetée en 1840 par les mormons qui y construisirent un temple mais en furent expulsés en 1846. Dès la mort de Joseph Smith, leur chef de file, en 1844, violence causée par les non-Mormons des environs a forcé les Mormons à fuir. Endommagé par une tornade et un incendie, le temple mormon sera démoli en 1865 et une réplique construite par les mormons et consacrée en 2002.
À partir du premier mai 1849, la ville fut occupée par Étienne Cabet et ses disciples qui en firent la capitale de l'Icarie et tentèrent, mais sans succès, d'y réaliser leur système de communisme. Pendant l’assemblée générale du 21 février 1850, les colons votent la constitution définitive de la communauté icarienne. Celle-ci prospère et les colons, français comme américains, affluent jusqu’en décembre 1855. En octobre 1856, une crise interne due à l’insurrection de plusieurs colons qui jugent Cabet trop autoritaire et le système qu’il a mis en place trop liberticide, se résout par son départ, accompagné de 75 hommes, 47 femmes et 50 enfants, pour Saint-Louis, dans le Missouri.

## Chicago, capitale mondiale des céréales

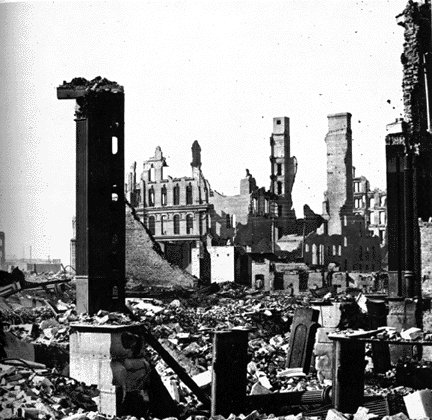
Chicago après l'incendie de 1871.

En 1848, le canal Illinois et Michigan relie les grands Lacs à la rivière Chicago, affluente du Mississippi. Le Chicago Board of Trade se créé un an après pour réguler le commerce des céréales, désormais acheminées vers l'Atlantique par le canal. Les ouvriers qui ont bâti le canal s'attellent à la construction du chemin de fer. En 1850, le premier tronçon relie Chicago et Galena, dans l'Ouest de l'Illinois. La ville devient bientôt la plaque tournante du trafic ferroviaire américain, puis la capitale mondiale des céréales, dont les prix sont déterminés sur le Chicago Board of Trade, la ville se dotant par ailleurs de formidables capacités de stockage et de transport.
La guerre civile profite à la ville, comme aux autres villes du Nord. La production d'acier et de machines-outils se développe. En 1865, l'Union Stock Yards, regroupant les différents abattoirs de la ville, ouvre ses portes. Le réseau ferroviaire dont dispose Chicago et la mise au point de wagons réfrigérés permettant l'expédition de la viande à New York assurent le développement de ce secteur. Au début du XXe siècle, Chicago compte 2 millions d'habitants. La nouvelle capitale de l'État s'est assez bien remise du terrible incendie de 1871.

## Le charbon à Harrisburg au début duXXesiècle
Entre 1860 et 1865, le coton du sud est devenu indisponible au cours de la guerre civile. La ville de Harrisburg (Illinois) était l'une des rares à avoir des usines de laine, permettant un développement industriel dans le sud de l'Illinois dès la fin de la guerre de sécession, qui s'est étendu à ateliers de rabotage et des minoteries. La ligne de chemin de fer reliant Le Caire et Vincennes a été achevée en 1872 par Ambrose Burnside. Robert King a ouvert une usine de briques et de tuiles et plusieurs scieries ont suivi, facilitant l'agrandissement progressif du réseau ferroviaire.
Plusieurs sociétés productrices de charbon des plus rentables ont opéré autour de Harrisburg, parmi lesquelles O'Gara Coal, détenue par Thomas J. O'Gara de Chicago, qui a progressivement acheté 23 mines familiales et a basé son siège à Harrisburg en 1905, avec une production annuelle de 7 millions de tonnes et 6000 salariés. Un grand nombre d'immigrants en provenance de l'Angleterre, du Pays de Galles, et d'Europe de l'Est ont contribué au surpeuplement des villages miniers à l'extérieur de la ville, tels que Muddy, Wasson, Harco et Ledford.

## Les grandes réformes du gouverneur Dunne

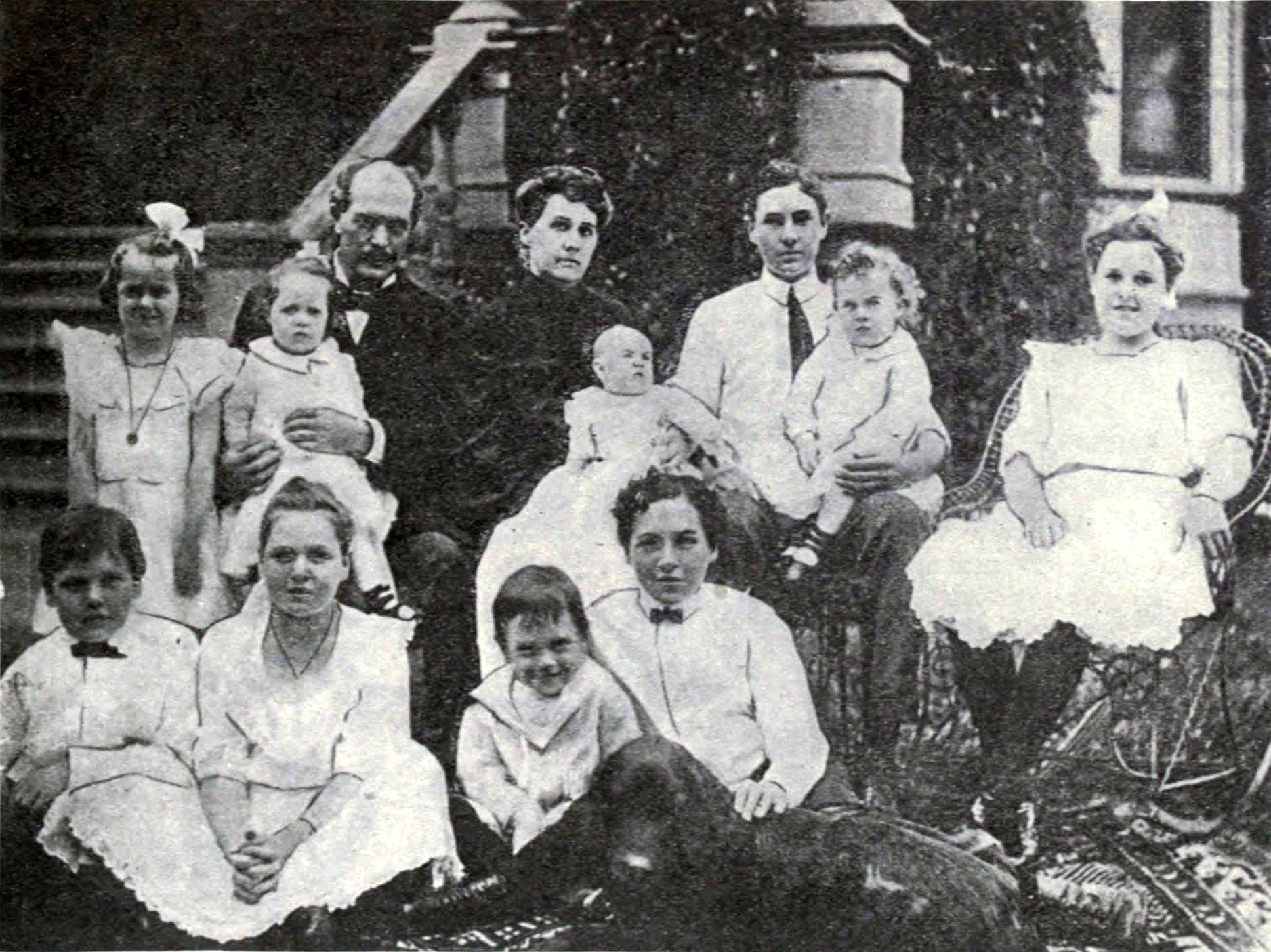
Le gouverneur Dunne avec sa famille en 1905.

Edward F. Dunne, le 24e gouverneur de l'Illinois de 1913 à 1917, et auparavant le 38e maire de Chicago de 1905 à 1907 fut un chef de file du mouvement progressiste américain. Son mandat de gouverneur est marqué par les réformes de la prison, les grandes améliorations de l'infrastructure, et la création de la Commission des services publics, l'efficacité et de la Commission Économique, le Bureau Référence législative, et il a également élargi la responsabilité de l'État pour la supervision des prestations d'indemnisation ouvrier et les pensions des enseignants. En tant que gouverneur, Dunne a défendu de nombreuses autres réformes progressistes. En 1913, il est à l'origine d'un projet de loi qui a donné aux femmes de l'État de l'Illinois le droit de voter pour l'élection du président des États-Unis, ce qui fait de l'Illinois le premier État à l'est du Mississippi à donner aux femmes ce droit, six ans avant le passage du 19e amendement à la constitution des États-Unis.

## Plusieurs villes victimes des crûes de l'Ohio en 1937
Comme dans d'autres États voisins, plusieurs villes l'Illinois ont payé le prix des grandes crûes de la Rivière Ohio, en janvier et février 1937, au cours desquelles un million de personnes se sont retrouvées sans abri, avec 385 morts et des pertes matérielles atteignant 500 millions de dollars (environ 8 milliards de dollars de 2012). La catastrophe a eu lieu pendant la Grande Dépression et quelques années après la Dust Bowl, ce qui a obligé à mobilier les ressources fédérales et étatiques à grande échelle.
Une grande partie de la ville de Harrisburg (Illinois), sauf "l'île de Crusoe", s'est retrouvée sous les eaux de crue, qui ont pénétré de près de 30 miles (48 km) et l'intérieur des terres. Résultat, Harrisburg (Illinois) fut presque détruite. Par la suite, le gouvernement fédéral a érigé une digue au nord et à l'est de la ville pour la protéger de futures inondations, créant une frontière officielle entre le nord et l'est de la ville.
La ville de Shawneetown (Illinois) a été complètement inondée et les résidents forcés de se déplacer vers une ville de tentes à la périphérie. Plus de trois cents ponts et six écoles ont été détruits, douze cents maisons submergées. Les eaux de crue ont été enregistrées à 65,4 pieds .La ville a dû être reconstruite trois miles à l'intérieur des terres, sur un terrain plus élevé.

## Source de la traduction
- (en) Cet article est partiellement ou en totalité issu de l’article de Wikipédia en anglais intitulé « History of Illinois » (voir la liste des auteurs).